# Вулиця Віталія Вергая (Черкаси)
Ву́лиця Віта́лія Вергая́ — вулиця в Черкасах.

## Розташування
Вулиця починається від вулиці Сумгаїтської і простягається на південний схід, вигинаючись в середині на схід. Впирається у вулицю Олени Теліги.

## Опис
Вулиця неширока, повністю асфальтована.

## Походження назви
Вулиця була утворена 1983 року і названа на честь Павла Батицького, маршала та Героя Радянського Союзу. 18 травня 2016 року перейменована на честь Віталія Вергая.

## Будівлі
По вулиці праворуч розташовані багатоповерхові житлові будинки, Черкаська загальноосвітня школа № 30, ліворуч — знаходиться пустир для новобудов. Цікавим є те, що вулиця по суті є продовженням вулиці Прикордонника Лазаренка (після перехрестя з вулицею Сумгаїтською), і по ній розташовуються будинки, які мають адресу по вулиці Прикордонника Лазаренка, окрім того вони ще й чергуються між собою.